# Oxylipeurus tetraonis
Oxylipeurus tetraonis är en insektsart som först beskrevs av Grube 1851.  Oxylipeurus tetraonis ingår i släktet Oxylipeurus, och familjen fjäderlöss. Arten är reproducerande i Sverige.